# Jidaigeki

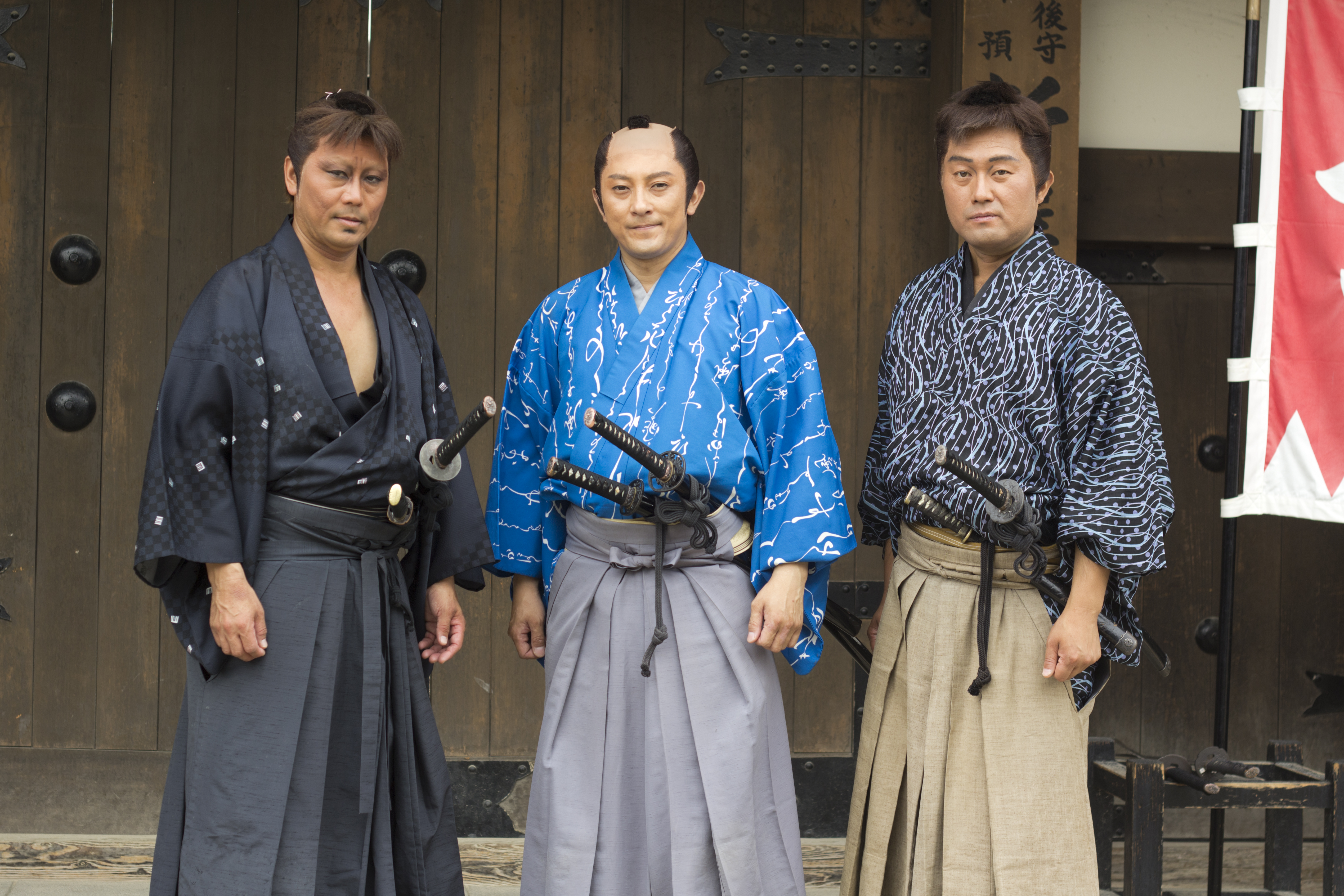
Actores interpretando a samuráis y ronin en el estudio de cine de Kyoto Eigamura

El jidaigeki (時代劇 時代劇; lit. "drama de época"?) es un género de cine, televisión, videojuegos y teatro en Japón. Literalmente "dramas de época", se establecen con mayor frecuencia durante el período Edo de la historia japonesa, de 1603 a 1868. Algunos, sin embargo, se establecen mucho antes -Portrait of Hell, por ejemplo, se basa en el último período Heian- y la era Meiji temprana también es un escenario popular. Los jidaigeki muestran las vidas de los samuráis, agricultores, artesanos y comerciantes de su tiempo. Las películas jidaigeki son a veces referidas como películas del chambara, o cine de samuráis, una palabra que significa "lucha de espadas", aunque el chambara es más exactamente un subgénero del jidaigeki. El jidaigeki se basa en un conjunto establecido de convenciones dramáticas, incluyendo el uso de maquillaje, diálogo, coletillas y trama especializada.

## Tipos
Muchos jidaigeki tienen lugar en Edo, la capital militar. Otros muestran las aventuras de las personas que vagan de un lugar a otro. La larga serie de televisión Zenigata Heiji y Abarenbō Shōgun tipifican el Edo del jidaigeki. Mito Kōmon, la historia ficticia de los viajes del daimio histórico Tokugawa Mitsukuni, y las películas de Zatoichi y las series de televisión, ejemplifican el estilo viajero.
Otra forma de categorizar el jidaigeki es de acuerdo con el estatus social de los personajes principales. El personaje principal de Abarenbō Shogun es Tokugawa Yoshimune, el octavo shogun Tokugawa. El jefe de la clase samurái, Yoshimune asume el disfraz de un hatamoto de bajo rango, un samurái al servicio del shogun. Del mismo modo, Mito Kōmon es el viceshogun jubilado, disfrazado de comerciante. Por el contrario, el Heiji de Zenigata Heiji es un plebeyo que trabaja para la policía, mientras que Ichi (el personaje principal de Zatoichi), un masajista ciego, un paria, al igual que muchas personas discapacitadas en esa época. De hecho, los masajistas, que normalmente estaban en la parte inferior de la cadena alimentaria profesional, era una de las pocas posiciones vocacionales disponibles para los ciegos en esa época. Gokenin Zankurō es un samurái pero, debido a su bajo rango e ingresos, tiene que trabajar trabajos adicionales que los samurái de alto rango no estaban acostumbrados a hacer.
Si el papel principal es el samurái o el plebeyo, en los jidaigeki por lo general alcanzan un clímax en una lucha de espadas inmensa justo antes del final. El personaje principal de la serie siempre gana, ya sea usando una espada o un jutte (el dispositivo que la policía usaba para atrapar, y a veces para doblar o romper, la espada de un oponente).

## Influencias
El creador de Star Wars, George Lucas, ha admitido estar inspirado significativamente por las obras de Akira Kurosawa, y muchos elementos temáticos encontrados en Star Wars tienen influencia del chanbara. En una entrevista, Lucas mencionó específicamente el hecho de que se familiarizó con el término jidaigeki mientras estaba en Japón, y asume ampliamente que tomó la inspiración para el término jedi a partir de este.
En Digimon existe un Digimon, Tonosama Mamemon, que nació después de que un Mamemon se viese influenciado por los datos que había en Internet sobre el jidaigeki, vistiendo ropajes y pelajes propios de un personaje de dicho género.